# Banc de Zona de Comerç Preferencial
Banc de Zona de Comerç Preferencial, més conegut com a Banc PTA, (en anglès, Preferential Trade Area Bank) és una institució financera de desenvolupament i comerç a l'Àfrica. El Banc de la PTA és el braç financer de COMESA, però ser membre està obert als estats no adherits a COMESA i també a altres accionistes institucionals.